# Bob Dartsch
Robert „Bob“ Dartsch (* 7. Juli 1944; † 16. Oktober 2012) war ein belgischer Jazz- und Bluesmusiker (Schlagzeug, auch Vibraphon).

## Leben und Wirken
Dartsch spielte in der belgischen Jazz- und Bluesszene mit amerikanischen Musikern wie Bud Freeman, Bill Coleman, Benny Waters, Albert Nicholas, Memphis Slim, Blind John Davis, Al Copley und Bill Willis. In den 1970er Jahren spielte er in der Artrock-Band Cos (Postaeolian Train Robbery); später war er langjähriges Mitglied von Renaud Patigny and His Blue Devils und Marc Herouets Buster & The Swing. Dartsch, der im Bereich des Jazz zwischen 1973 und 1992 bei acht Aufnahmesessions mitwirkte, starb im Oktober 2012. Er begleitete auch Toots Thielemans, Two Man Sound und Robert Cogoi.